# Ben Folds Five
Ben Folds Five  er et tre mands band bestående af Ben Folds sang og piano, Robert Sledge på bas og Darren Jessee på trommer. 
Musikken kan beskrives som melodisk og energisk pianorock med inspiration fra jazz. 
Ben Folds Five har optrådt på Roskilde Festivalen i 1997 og på Midtfyns Festivalen i 1998.

## Diskografi
Albums
- "Ben Folds Five" 1995
- "Whatever and Ever Amen" 1997
- "Naked Baby Photos" 1998
- "The Unauthorized Biography of Reinhold Messner" 1999
- "The Sound of the Life of the Mind" 2012

Singler
- "Underground" 1996
- "Battle Of Who Could Care Less" 1997
- "Kate" 1997
- "Brick" 1998
- "Army" 1999
- "Don't Change Your Plans" 1999
- "Do It Anyway" 2012

DVDer
- "Live at Sessions at West 54th" 1999